# معتقل قلعة مكونة
معتقل قلعة مكونة هو معتقل سياسي سري سابق افتتح يوم 23 أكتوبر 1980 بمدينة قلعة مڭونة بالمغرب. اشتهر هذا السجن خلال سنوات الرصاص، حيث اعتقل فيه ما يناهز 400 شخص، أغلبهم من جنوب البلاد. أُغلق المعتقل يوم 12 يونيو 1991، وتوجد قربه مقبرة دفن فيها عدد من السجناء الذي توفوا خلال فترة حبسهم.

## كتب حوله
سنة 2009، أصدر رسام الكاريكاتير والكاتب المغربي محمد النضراني بالاشتراك مع زميله عبد الرحمان القنوسي رواية باللغة الفرنسية بعنوان «عاصمة الورود»، سردا فيها قصة اختطافهما وسجنهما في معتقل قلعة مكونة.